# Ҩ
Des abchasische Cha (Ҩ, kleingeschrieben ҩ) ist ein Buchstabe des kyrillischen Alphabets, bestehend aus einem О mit Haken. Es wird in der abchasischen Sprache genutzt und steht dort für den Laut /⁠ɥ⁠/.

## Zeichenkodierung
| Standard  | Standard    | Majuskel Ҩ                           | Minuskel ҩ                         |
| --------- | ----------- | ------------------------------------ | ---------------------------------- |
| Unicode   | Codepoint   | U+04A8                               | U+04A9                             |
| Unicode   | Name        | CYRILLIC CAPITAL LETTER ABKHASIAN HA | CYRILLIC SMALL LETTER ABKHASIAN HA |
| UTF-8     | UTF-8       | D2 A8                                | D2 A9                              |
| XML/XHTML | dezimal     | &#1192;                              | &#1193;                            |
| XML/XHTML | hexadezimal | &#x04A8;                             | &#x04A9;                           |